# Vishnuloka prominula
Vishnuloka prominula är en insektsart som beskrevs av William Lucas Distant 1906. Vishnuloka prominula ingår i släktet Vishnuloka och familjen sköldstritar. Inga underarter finns listade i Catalogue of Life.